# Colonia Techachal
Colonia Techachal är en ort i kommunen Juchitepec i delstaten Mexiko i Mexiko. Colonia Techachal hade 196 invånare vid folkräkningen år 2020.